# Christos Papoutsis
Christos Papoutsis (Larissa, 11 april 1953) is een politicus van Griekse afkomst. Hij is aangesloten bij de partij PASOK. In de jaren negentig was hij Eurocommissaris en in het eerste decennium van de 21e eeuw was hij minister.

## Biografie
Papoutsis werd geboren in Larissa en verhuisde in zijn jeugd naar Athene. In Athene studeerde hij economie aan de Universiteit van Athene. In zijn studietijd was hij actief in de democratische beweging tegen het kolonelsregime in Griekenland. Na de val van het kolonelsregime werd Papoutsis lid van de partij PASOK. Tussen 1977 en 2005 was hij lid van het partijbestuur. Sinds 1977 heeft Papoutsis voor zijn partij diverse politieke functies bekleed. Tussen 1978 en 1980 was Papoutsis de voorzitter van de Nationale Griekse Studentenbond en secretaris van de Jeugdbeweging van PASOK tussen 1978 en 1981.
Tussen 1981 en 1984 was Papoutsis een adviseur voor de minister-president op het gebied van openbaar bestuur. Bij de Europese Parlementsverkiezingen in 1984 werd hij gekozen en tot en met 1995 was hij vertegenwoordigd in het parlement. In januari 1995 werd Papoutsis benoemd tot het Griekse lid bij de Europese Commissie. In 1999 werd hij opgevolgd door Anna Diamantopoulou. Een jaar later werd hij gekozen in het parlement van Griekenland. Tussen 2000 en 2001 was hij minister van Koopvaardij in het kabinet van Konstandinos Simitis en tussen 2010 en 2012 was hij minister van Burgerbescherming in de kabinetten van Giorgos Papandreou en Loukas Papadimos.
Sinds 2013 is Papoutsis de Griekse vertegenwoordiger bij de Wereldbank.
 Martin Bangemann ·  Ritt Bjerregaard ·  Emma Bonino ·  Leon Brittan ·  Hans van den Broek ·  Édith Cresson ·  João de Deus Pinheiro ·  Franz Fischler ·  Pádraig Flynn ·  Anita Gradin ·  Neil Kinnock ·  Erkki Liikanen ·  Manuel Marín ·  Karel Van Miert ·  Mario Monti ·  Marcelino Oreja ·  Christos Papoutsis ·  Jacques Santer ·  Yves Thibault de Silguy ·  Monika Wulf-Mathies
- Library of Congress Control Number: n96095860
- Parlement.com: vi2jm5u5t1zk
- Virtual International Authority File: 311427946